# Росія (поїзд)
«Росія» (рос. «Россия») —  швидкісний фірмовий пасажирський потяг № 002Е/001Е «Російських залізниць» сполученням «Москва-Ярославська — Владивосток» / «Владивосток — Москва-Ярославська». Курсує з 1966 року. Один із найдовших і найтриваліших залізничних маршрутів у світі.

## Історія
Історія залізничного сполучення між Москвою та Владивостоком тісно пов'язана з історією освоєння Сибіру і Далекого Сходу та будівництвом Транссибірської магістралі. Перший безпересадкове сполучення Москва — Владивосток відправився з Москви 30 квітня 1914 року і за 9,5 доби прибув до Владивостока. Спочатку поїзд вирушав з Курського вокзалу об 11:30 по середах і суботах, його маршрут проходив через Тулу, Самару, Челябінськ, Іркутськ, Маньчжурію і Харбін. З 1918 року у зв'язку з громадянською війною відомостей про рух поїзда немає. Курсування прямих поїздів до Владивостока продовжено у 1925 році після відновлення моста через річку Амур в Хабаровську, поїзд вирушав з Ярославського вокзалу один раз на 2 тижні по суботах за маршрутом: Ярославль, Вятка, Єкатеринбург, Омськ, Іркутськ, Хабаровськ, Владивосток.
Фірмовий поїзд «Росія» відправився у свій перший рейс 30 вересня 1966 року .
Зовнішнє забарвлення вагонів періодично змінювалася. В СРСР воно було вишневим з великими металевими літерами, потім червоним, малиновим, зеленим.
До 2001 року поїзд «Росія» ходив по головному ходу Транссибірської магістралі (через Ярославль). З червня 2001 року і по нині рух здійснюється по Горьковському ходу (через Фрязево, Владимир і Нижній Новгород).
Починаючи з 2000 року вагони поїзда «Росія» забарвлюються в лівреї триколора з трафаретом двоголового орла.
До 1993 року поїзд ходив щодня. З введенням в 1993 році річного графіка «Росія» розпочав курс через день по непарних числах.

## Характеристика

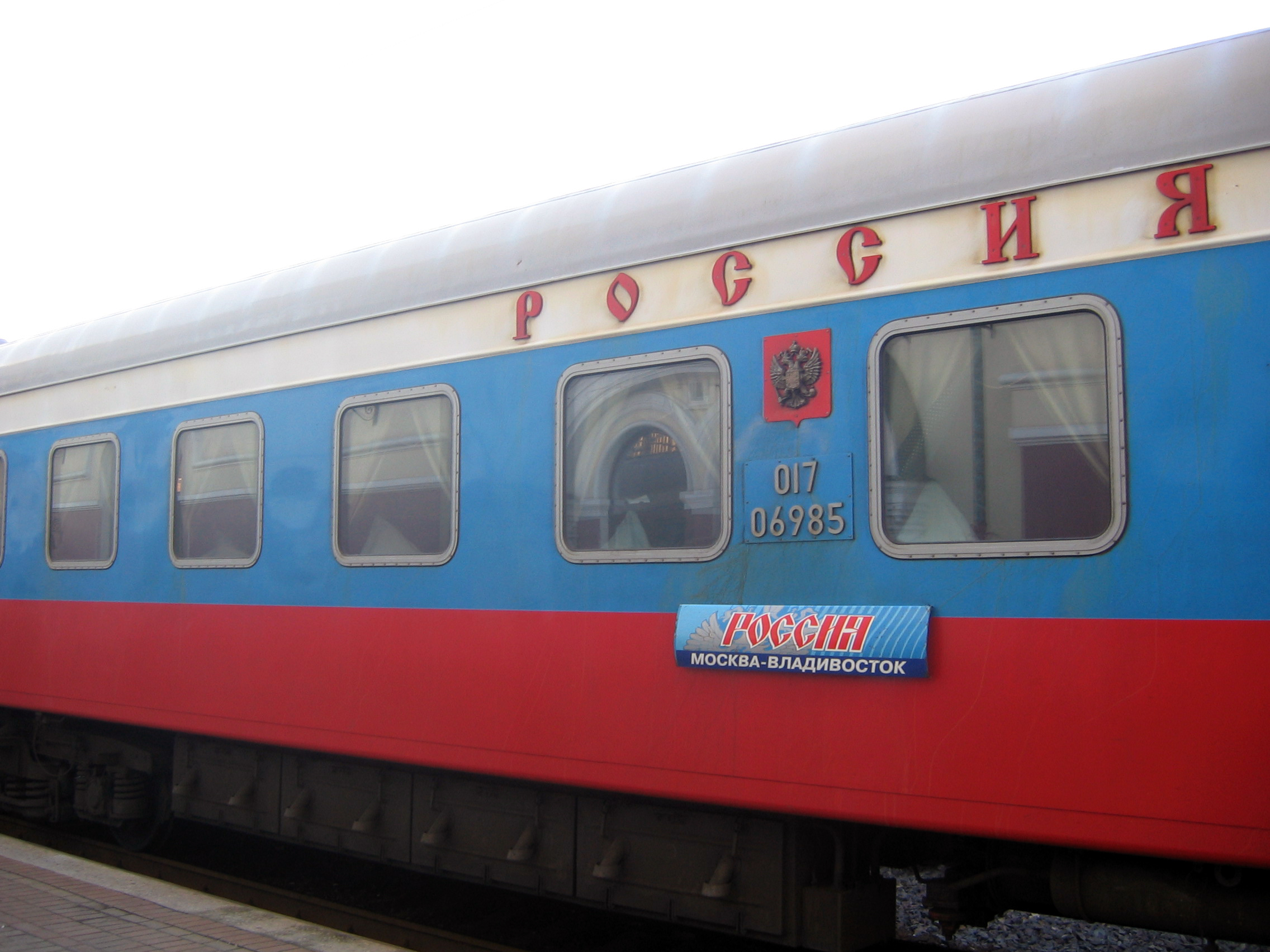
Один із вагонів поїзда «Росія», 2004 рік.

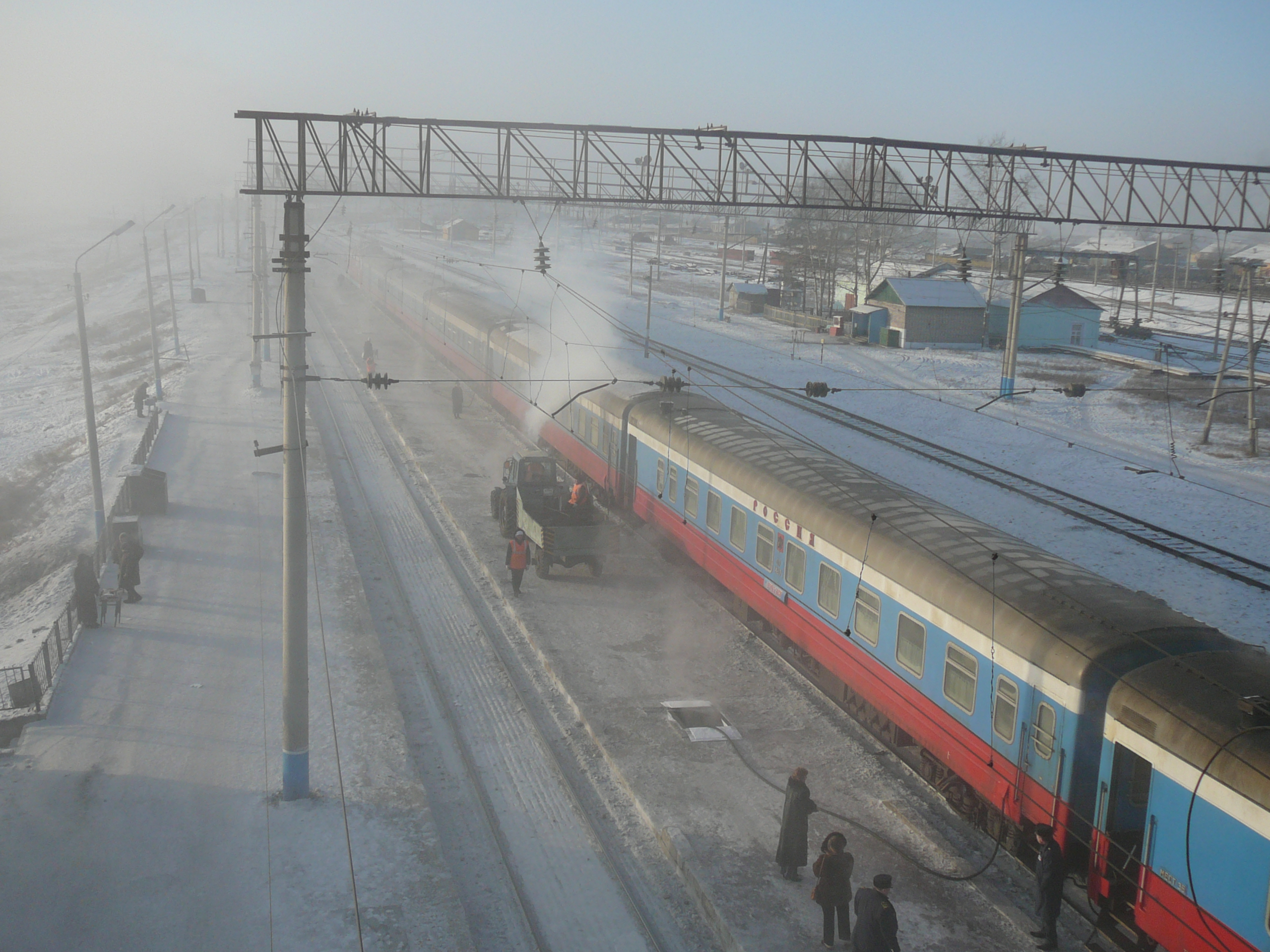
Поїзд «Росія» на станції Могоча за -40°C у січні 2008 року.

- Поїзд курсує через день відправленням з Москви по непарних числах місяця о 23:45 (за моск. часом), прибуттям до Владивостока по непарних числах о 23:55 (за моск. часом), зворотнім відправленням з Владивостока по парних числах місяця о 12:10 (за моск. часом), прибуттям до Москви по парних числах о 14:13 (за моск. часом). При двох суміжних непарних чисел (31, 1) поїзд відправляється з Москви 27, 29, 1, 3, 5 і далі по непарних числах, прибуттям у Владивосток 27, 29, 31, 2, 4, 7, 9 і далі по непарних числах, відправленням з Владивостока 28, 30, 1, 3, 5, 8, 10 і далі по парних числах, прибуттям до Москви 28, 30, 1, 3, 5, 7, 9, 11, 14, 16 і далі по парних числах.
- Уздовж прямування маршрутом потяг робить 63 зупинки.
- Нумерація вагонів вказана з «голови» поїзда при відправленні з Москви , з «хвоста» поїзда при відправленні з Владивостока .
- Станції зміни номера поїзда: немає.
- Станції зміни напрямку руху поїзда: немає.
- Максимально допустима довжина поїзда по ділянках проходження: по станції Москва-пас.-Ярославська — 17 вагонів, по Горьківської залізниці — 19 вагонів, по Свердловській залізниці — 17 вагонів, по Західно-Сибірській залізниці — 19 вагонів, по Красноярської залізниці — 19 вагонів, по Східно-Сибірській залізниці — 20 вагонів, по Забайкальській залізниці — 18 вагонів, по Далекосхідній залізниці — 19 вагонів.
- Максимальна схема поїзда: від Москви до Владивостока 17 вагонів.
- Станції зміни локомотивів і бригади: Володимир, Балезіно, Єкатеринбург-Пасажирський, Барабінськ, Маріїнськ, Зима, Чернишевськ, Бєлогорськ I, Хабаровськ I.
- Станції зміни локомотивних бригад без зміни локомотива: Нижній Новгород-Московський, Кіров, Перм II, Тюмень, Ішим, Іланський, Нижньоудинськ, Красноярськ-Пасажирський, Іркутськ-Пасажирський, Улан-Уде, Хілок, Чита II, Могоча, Єрофей Павлович, Магдагачі, Облуччя, Ружино.
- Станції постачання поїзда водою: Москва-пас.-Ярославська (парк Москва-4), Кіров, Перм II, Єкатеринбург-Пасажирський, Омськ-Пасажирський, Новосибірськ-Головний, Красноярськ-Пасажирський, Зима, Улан-Уде, Каримська, Амазар, Бєлогорськ I, Вяземська.
- Станції постачання поїзда паливом: Москва-пас.-Ярославська (парк Москва-4), Кіров, Перм II, Єкатеринбург-Пасажирський, Омськ-Пасажирський, Новосибірськ-Головний, Іланський, Зима, Улан-Уде, Каримська, Амазар, Бєлогорськ I, Вяземська.
- Станції обслуговування екологічно чистих туалетних комплексів: Москва-пас.-Ярославська (парк Москва-4), Барабінськ, Іланський, Чернишевськ , Владивосток.
- Станції збору сміття: Москва-пас.-Ярославська (парк Москва-4), Нижній Новгород-Московський, Кіров, Перм II, Єкатеринбург-Пасажирський, Тюмень, Омськ-Пасажирський, Новосибірськ-Головний, Маріїнськ, Іланський, Тайшет, Зима, Ангарськ, Слюдянка I, Улан-Уде, Каримська, Чернишевськ, Амазар, Сковородино, Бєлогорськ I, Вяземська.
- Змінний трафарет: немає.
- Вагони підвищеної комфортності: немає
- Вагон № 9К, 10Кф, 11Кф з відміткою «жіноче купе».
- Вагон безпересадкового сполучення: 25К, 26К «Москва — Туманган».
- Причіпні вагони: немає.
- Інші вагони:
  - Поштовий вагон Москва — Владивосток № 47 курсує по днях курсування поїзда, крім 1, 5, 15, 21 числа кожного місяця (дні курсування вагонів сполученням Москва — Туманган ) в межах допустимої довжини.
  - Багажний вагон Москва — Владивосток № 50 курсує по днях курсування поїзда, крім 1, 5, 11, 15, 21, 25 числа кожного місяця (дні курсування вагонів сполученням Москва — Туманган ) в межах допустимої довжини.
  - Багажні вагони Москва — Владивосток № 70, 71, 72, 73 курсують по днях курсування поїзда в дні відсутності факультативних вагонів і крім періоду з 29.07 по 15.09-11 в межах допустимої ваги і довжини.
- Виділяються місця:
  - У купейних вагонах № 1, 2, 3, 4, 5, 8, 9, 10, 11 місця з 1 по 4 виділяються для відпочинку провідників, з 5 по 36 в продаж пасажирам, місця 37, 38 підсобне купе.
  - У плацкартних вагонах № 12, 13-місця з 1 по 52 для пасажирів, місця 53, 54 для зберігання постільних речей.
  - У вагоні № 6-КРІ місця з 1 по 4 для відпочинку провідників, місця з 5 по 8 для відпочинку ЛНП і ПЕМ, з 9 по 16 для відпочинку працівників ВР, місця з 17 по 24 в продаж пасажирам, місця 29, 30 для інвалідів .
  - У вагоні № 5 місця з 1 по 4 для відпочинку провідників, місця з 5 по 32 для пасажирів, місця з 33 по 36 для проїзду супроводжуючих потяг співробітників поліції.
  - У вагоні № 7 місця 1, 2 для відпочинку провідників, місце 19 для зберігання постільної білизни.
- Факультативні вагони № 1, 2, 3, 8, 10, 11 включаються до складу поїзда при збільшенні пасажиропотоку і виключаються при його зменшенні з оголошенням про виключення не менше ніж за 5 днів до відправлення поїзда.
- Станції прикордонного і митного контролю: немає.
- На ділянці маршруту Москва-Ярославська — Іланська (і частково Іланська — Чита) курсує одним графіком зі швидкісним поїздом № 19/20 «Москва — Пекін — Москва».

## Схема складу поїзда
| Порядковий № вагону | Тип вагона | Пункти руху вагона   | Кількість місць | Кількість складів в обігу, власник і приписка вагона          |
| ------------------- | ---------- | -------------------- | --------------- | ------------------------------------------------------------- |
| 50                  | Б          | Москва — Владивосток | —               | Москва                                                        |
| 70                  | Б          | -«-                  | —               | Москва                                                        |
| 71                  | Б          | -»-                  | —               | Москва                                                        |
| 72                  | Б          | -«-                  | —               | Москва                                                        |
| 73                  | Б          | -»-                  | —               | Москва                                                        |
| 47                  | П          | -«-                  | —               | Москва                                                        |
| 1ф                  | К          | -»-                  | 32/6            | Сім складів Московської філії ФПК (ЛВЧ-3) на ЕПТ і ЕО, з ЕЧТК |
| 2ф                  | К          | -«-                  | 32/6            | Сім складів Московської філії ФПК (ЛВЧ-3) на ЕПТ і ЕО, з ЕЧТК |
| 3ф                  | К          | -»-                  | 32/6            | Сім складів Московської філії ФПК (ЛВЧ-3) на ЕПТ і ЕО, з ЕЧТК |
| 4                   | К          | -«-                  | 32/6            | Сім складів Московської філії ФПК (ЛВЧ-3) на ЕПТ і ЕО, з ЕЧТК |
| 5                   | К          | -»-                  | 32/6            | Сім складів Московської філії ФПК (ЛВЧ-3) на ЕПТ і ЕО, з ЕЧТК |
| 41                  | ВР         | -«-                  | —               | Сім складів Московської філії ФПК (ЛВЧ-3) на ЕПТ і ЕО, з ЕЧТК |
| 6                   | КРИ        | -»-                  | 10/16           | Сім складів Московської філії ФПК (ЛВЧ-3) на ЕПТ і ЕО, з ЕЧТК |
| 7                   | СВ         | -«-                  | 16/2            | Сім складів Московської філії ФПК (ЛВЧ-3) на ЕПТ і ЕО, з ЕЧТК |
| 8ф                  | СВ         | -»-                  | 32/6            | Сім складів Московської філії ФПК (ЛВЧ-3) на ЕПТ і ЕО, з ЕЧТК |
| 9                   | К          | -«-                  | 32/6            | Сім складів Московської філії ФПК (ЛВЧ-3) на ЕПТ і ЕО, з ЕЧТК |
| 10ф                 | К          | -»-                  | 32/6            | Сім складів Московської філії ФПК (ЛВЧ-3) на ЕПТ і ЕО, з ЕЧТК |
| 11ф                 | К          | -«-                  | 32/6            | Сім складів Московської філії ФПК (ЛВЧ-3) на ЕПТ і ЕО, з ЕЧТК |
| 12                  | ПЛ         | -»-                  | 52/2            | Сім складів Московської філії ФПК (ЛВЧ-3) на ЕПТ і ЕО, з ЕЧТК |
| 25                  | К          | Москва — Туманган    | 32/4            | ФПКФ Моск. ЛВЧ-3                                              |
| 26                  | К          | -"-                  | 32/4            | ФПКФ Моск. ЛВЧ-3                                              |

ф — факультативний вагон.